# IC 3394
IC 3394 — галактика типу S0 (спіральна галактика) у сузір'ї Волосся Вероніки.
Цей об'єкт міститься в оригінальній редакції індексного каталогу.